# Liste der Kulturdenkmäler in Lohnweiler
In der Liste der Kulturdenkmäler in Lohnweiler sind alle Kulturdenkmäler der rheinland-pfälzischen Ortsgemeinde Lohnweiler aufgeführt. Grundlage ist die Denkmalliste des Landes Rheinland-Pfalz (Stand: 6. September 2022).

## Einzeldenkmäler
| Bezeichnung      | Lage                     | Baujahr       | Beschreibung | Bild            |
| ---------------- | ------------------------ | ------------- | --- | --------------- |
| Bürgerhaus       | Rathausstraße 3 Lage     | 1837          | ehemalige Schule; aufgesockelter Putzbau, 1837, Architekt Johann Schmeisser, Kusel, Giebelreiter 1872; Glocke, um 1400 von Otto von Speyer, zweite Glocke um 1500 | Fotos hochladen |
| Römischer Keller | Römerweg, bei Nr. 2 Lage | um 79 n. Chr. | in Teilen ergrabene Villa rustica mit Hypokaustenheizung; kleiner Kellerraum mit Treppen, Lichtschächten und Wandnischen, um 79 nach Christus                     | BW              |